# Karelia Visa
Karelia Visa es el sexto álbum de la banda sueca Hedningarna. Fue lanzado en 1999 por Silence Records.
Hedningarna regresa a su formación completa en este álbum, trayendo de vuelta a las cantantes finlandesas Sanna Kurki-Suonio y Anita Lehtola-Tollin, que durante gran parte de su carrera han explorado las runas de la antigua Finlandia, sobre todo en la región de Karelia que se extiende entre Finlandia y Rusia. Este álbum aborda las tradiciones más antiguas de Karelia al recopilar melodías y letras de las aldeas rusas que aún hablan en karelio. La banda las 
reinterpreta de manera libre e inventiva con instrumentos musicales de varios países nórdicos y del norte de Europa mezclados discretamente con sintetizadores, creando una música folk con algo de electrónica. 
Este álbum retoma la dirección que llevaban con Kaksi!, explorando las raíces ugrofinesas más profundas de las regiones fronterizas orientales. Es menos violento y más contemplativo, acompañado con breves notas históricas y letras traducidas de las canciones, un elemento importante para una grabación que depende en gran medida del contenido que pocas personas (incluso los finlandeses modernos) podrían entender por completo.

## Lista de canciones
| N.º | Título         | Duración |  |
| 1.  | «Veli»         | 5:04     |  |
| 2.  | «Mitä Minä»    | 3:45     |  |
| 3.  | «Alkusanat»    | 3:01     |  |
| 4.  | «Neidon Laulu» | 4:49     |  |
| 5.  | «Ukkonen»      | 5:32     |  |
| 6.  | «Metsyn Tyttö» | 3:13     |  |
| 7.  | «Ståpäls»      | 3:47     |  |
| 8.  | «Viima»        | 5:03     |  |
| 9.  | «Heila»        | 5:14     |  |
| 10. | «Vispolska»    | 1:29     |  |